# Leonid Keldîș
Leonid Keldîș - (în rusă Леонид Келдыш; n. 7 aprilie 1931, Moscova – d. 11 noiembrie 2016, Moscova) a fost un fizician rus, ales membru de onoare al Academiei de Științe a Moldovei. Academician al Academiei de științe din URSS (1976).

## Biografie
- Leondi Keldîș s-a născut la Moscova, ca fiu al profesorului Universității din Moscova Ludmila Keldîș (1904-1976) și a doctorului în științe fizico-matematice, Veniamin L. Granovskii. A fost membru ULCT din 1945 până în anul 1959.  În anul 1948 a fost admis, iar în anul 1954 a absolvit facultatea de fizică a Universității din Moscova. Este doctorand al academicianului Vitali Ginzburg și angajat după doctorantură, în anul 1957, la Institututul de fizică al Academiei de Științe din URSS. În anul 1965 teza de candidat (doctor) a fost acceptată de Consiliul științific ca teză de doctor(doctor hablitat). Ulterior este numit șef de sector în cadrul secției de fizică teoretică a Institutului de fizică al Academiei de Științe. La scurt timp după aceasta, în anul 1969 este ales  profesor la Universitatea din Moscova, iar din anul 1978 numit  șef al catedrei de radiofizică cuantică, la această Universitate. În anii 1989-1994  a fost director al Institutului de fizică al Academiei de științe din URSS/Rusia.
- În anul 1968 este ales membru -corespondent al Academiei de Științe din  URSS, academician din anul 1976.
- Academician-secretar al secției de fizică generală și astronomie al Academiei de Științe din Rusia (1991-1996).
- A decedat în urma unui atac de cord la Moscova.

## Activitatea științifică
- Cercetările științifice sunt axate pe teoria cuantică a sistemelor din multe particule, fizica corpului solid, fizica semiconductorilor, radiofizica cuantică.
- În anii 1957 - 1958 a fost preocupat de elaborarea teoriei efectelor tunel în semiconductori. Este cunoscut pentru primul calcul corect al probabilității tranziției tunel luând în considerare structura de zone a materialelor. A  prezis efectul - tunel indirect , cu participarea fononilor (1957), precum și efectul de deplasare a a benzilor de absorbție în cristale semiconductoare sub acțiunea câmpului electric, numit ulterior "efectul Franz-Keldîș". A arătat în anul 1964, că efectul fotoelectric multicuantic și efectul-tunel de frecvență înaltă reprezintă manifestări diferite, sau limite diferite ale aceluiași proces.
- În anul 1962 a sugerat să se folosească câmpurile spațial-periodice (superlaticele) pentru modificarea spectrelor electronice și dirijarea proprietăților electronice ale cristalelor.
- În anul 1964 a dezvoltat un aparat matematic eficient pentru examinarea stărilor puternic dezechilibrate a sistemelor statistico-cuantice.
- În anul 1968 a prezis condensarea excitonilor cu formarea picăturilor din electroni- goluri.

## Premii, distincții și decorații
- Premiul Lomonosov (1964)
- Premiul Lenin (1974)
- Premiul Isaak Pomeranciuc (2014)
- Medalia de aur mare M.V. Lomonosov (2015)
- Premiul Societății Europene de fizică "Eurofizica" (1975)
- Ordenul Drapelul roșu de muncă (1975)
- Ordenul Revoluția din Octombrie (1985)
- Ordenul rus "Pentru merite față de Patrie" (1999)
- Premiul Președintelui Federației ruse în domeniul învățământului (2003)
- Medalia Sergei Ivanovici Vavilov a Academiei de științe din Rusia (2005)
- RUSNANOPRIZE (2009)

## Alte distincții
- Membru din străinătate al Academiei de Științe Naționale din SUA (1995)
- Membru al Societății americane de fizică (1996)
- Membru de onoare al Academiei de științe din Moldova (2001)

## Despre
- Iurie A. Hramov, Fiziki, Ed. Nauka, 1983
- Alexei Găină, Chișinău 1983-1988
- Școala de fizică de la Chișinău, 1985

## Fotografii
- În centru- stânga, rândul I, la Chișinău, 1985